# Montemurlo
Montemurlo est une commune italienne de la province de Prato, dans la région Toscane.

## Géographie
La commune de Montemurlo est située à mi-chemin (8 km) entre Prato et Pistoia et s'étend sur environ 30,66 km2. Elle est située à la limite entre les Apennins toscans-émiliens et la plaine Florence-Prato-Pistoia.

## Histoire

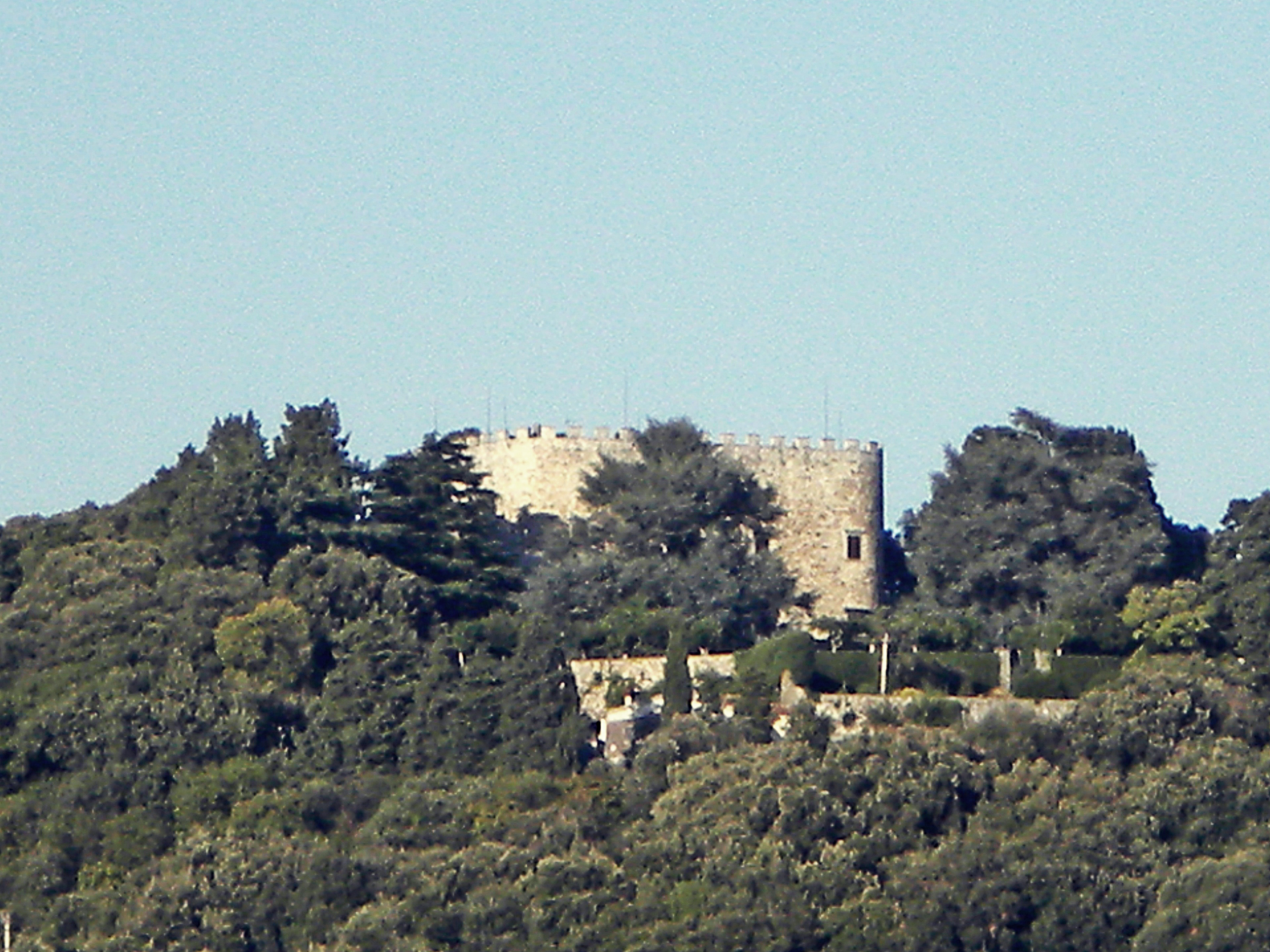
La forteresse de Montemurlo.

- La bataille de Montemurlo, en 1537
- La forteresse de Montemurlo (Xe siècle)

## Administration
| Période                                  | Période | Identité | Étiquette | Qualité |
| ---------------------------------------- | ------- | -------- | --------- | ------- |
|                                          |         |          |           |         |
| Les données manquantes sont à compléter. |         |          |           |         |

### Hameaux
Albiano, Bagnolo, Fornacelle, Oste.

### Communes limitrophes
Agliana, Cantagallo, Montale, Prato, Vaiano.